# Fowlea
Fowlea es un género de serpientes de la subfamilia Natricinae de la familia familia Colubridae. Este género es endémico de Asia. 

## Especies
Las siguientes especies son reconocidas como válidas según The Reptile Database:
- Fowlea asperrimus (Boulenger, 1891) – Quilla de Boulenger
- Fowlea flavipunctatus (Hallowell, 1860) – Quilla con manchas amarillas
- Fowlea melanzostus (Gravenhorst, 1807)–Serpiente de agua de quilla de Java
- Fowlea piscator (Schneider, 1799) – Quilla a cuadros
- Fowlea punctulatus (Günther, 1858)
- Fowlea sanctijohannis (Boulenger, 1890) – Quilla de St. John
- Fowlea schnurrenbergeri Kramer, 1977
- Fowlea yunnanensis Anderson, 1879

Nota bene: Una autoridad binomial entre paréntesis indica que la especie fue originalmente descripta en un género diferente a Fowlea.